# 815年
| 千纪： | 1千纪                                                                                           |
| 世纪： | 8世纪 \| 9世纪 \| 10世纪                                                                        |
| 年代： | 780年代 \| 790年代 \| 800年代 \| 810年代 \| 820年代 \| 830年代 \| 840年代                       |
| 年份： | 810年 \| 811年 \| 812年 \| 813年 \| 814年 \| 815年 \| 816年 \| 817年 \| 818年 \| 819年 \| 820年 |
| 纪年： | 乙未年（羊年）；唐元和十年；南诏龙兴六年；吐蕃彝泰元年；日本弘仁六年；渤海国朱雀三年            |

## 大事记
- 唐宪宗命諸道討吳元濟，軍皆不利。平盧節度使李師道、成德節度使王承宗，與吳元濟勾结。李師道遣刺客殺同平章事武元衡。宦官称刺客為王承宗所遣，唐宪宗又命諸道討伐王承宗。

## 出生
- 李㥽，唐宪宗之子

## 逝世
- 武元衡，唐朝名相與詩人，遇刺身亡。
- 李實 (唐朝)，唐朝宗室。
- 阿跌光進，唐朝名将。
- 王鍔，唐朝官员。
- 贾比尔，波斯学者。
- 赤德松贊，吐蕃赞普。